# Anton Ludvig Arnesen
Anton Ludvig Arnesen, född 1808 och död 1860, var en dansk författare.
Arnesen var tjänsteman i finansministeriet, och samtidigt intresserad teateramatör och har även skrivit ett antal lustspel och vådeviller, som på sin tid blev ganska uppskattade.